# Dramane Traoré
Dramane Traoré (Bamako, 17 giugno 1982) è un ex calciatore maliano, di ruolo attaccante.

## Carriera

### Nazionale
Gioca con la selezione olimpica le olimpiadi di Atene 2004.
Esordisce con il Mali nel 2006.